# Sweetwater (Teksas)
Sweetwater je grad u američkoj saveznoj državi Teksas. Prema popisu stanovništva iz 2010. u njemu je živjelo 10.906 stanovnika.